# Умвертос Аргирос
Умвѐртос С. Аргиро̀с (на гръцки: Ουμβέρτος Σ. Αργυρός) е виден гръцки художник, един от най-късните представители на Мюнхенската школа в гръцка живопис.

## Биография
Умвертос Аргирос е роден през 1882 година в Кавала, в семейството на нигритци. Племенник е на Атанасиос Аргирос. В 1904 година завършва с отличие Атинското училище за изящни изкуства при Никифорос Литрас. В 1906 година заминава да учи в Мюнхенската академия на изкуствата. В 1908 година получава стипендията „Георгиос Аверов“. През 1929 година е назначен за професор в Училището за изящни изкуства. Бил е заместник-директор и три пъти директор на училището. Негови ученици са станалите известни впоследствие гръцки творци, художникът Ф. Захариу, гравьорът Т. Кантос, скулптор Х. Капралос, художници Г. Манусакис, Янис Моралис, Я. Спиропулос и други. Участва в много официални изложби по целия свят и творчеството му може да се намери в много обществени галерии. При избухването на Итало-гръцката война в 1940 година заедно със скулптора Фокион Рок с мисия от гръцкото правителство отива на фронта и рисува 32 картини, които са в Атинския военен музей.
През 1959 година Атинската академия го избира единодушно за свой член. Умира през 1963 година.